# Округ Њутон (Мисисипи)
Округ Њутон (енгл. Newton County) је округ у америчкој савезној држави Мисисипи.

## Демографија
По попису из 2010. године број становника је 21.720, што је 118 (-0,5%) становника мање него 2000. године.
| Група             | 2000.          | 2010.          |
| Белци             | 14.095 (64,5%) | 13.599 (62,6%) |
| Афроамериканци    | 6.632 (30,4%)  | 6.567 (30,2%)  |
| Азијати           | 39 (0,2%)      | 52 (0,2%)      |
| Хиспаноамериканци | 198 (0,9%)     | 287 (1,3%)     |
| Укупно            | 21.838         | 21.720         |